# Veliko Selo (Pirot)
Pour les articles homonymes, voir Veliko Selo.
Veliko Selo (en serbe cyrillique : Велико Село) est un village de Serbie situé dans la municipalité de Pirot, district de Pirot. Au recensement de 2011, il comptait 276 habitants.

## Démographie
| 1948 | 1953 | 1961 | 1971 | 1981 | 1991 | 2002 | 2011 |
| ---- | ---- | ---- | ---- | ---- | ---- | ---- | ---- |
| 813  | 776  | 579  | 486  | 465  | 413  | 345  | 276  |

|  |